# 柳叶桉
柳叶桉（学名：Eucalyptus saligna），为桃金娘科桉属下的一个植物种。